# Arctosa lama
Arctosa lama är en spindelart som beskrevs av Charles Denton Dondale och James H. Redner 1983. Arctosa lama ingår i släktet Arctosa och familjen vargspindlar. Inga underarter finns listade i Catalogue of Life.